# Xanthorhoe pauperrimata
Xanthorhoe pauperrimata là một loài bướm đêm trong họ Geometridae.